# 井田両国堂
株式会社井田両国堂（いだりょうごくどう）は、東京都台東区に本社を置くIDAグループの化粧品卸商社。
アンテナショップ事業として、「メイクアップソリューション」「エムエススタイル」「アーバンコンフォート」の各店名で、全国に20店舗の直営店を展開している。

## 沿革
- 1918年 - 井田幸八郎が創業。
- 1940年 - 法人組織に改める。
- 1946年 - 本社を現在地に移転。
- 1949年 - 井田日出男が社長に就任。
- 1983年 - 新宿区市谷本村町に本部を開設。
- 1996年 - 井田隆雄が社長に、井田日出男が会長に就任。
- 2018年7月9日 - 本部を千代田区麹町に移転。

## 事業所
本社
- 〒111-0053 東京都台東区浅草橋1-9-2

本部
- 〒102-0083 東京都千代田区麹町4-2-6 住友不動産麹町ファーストビル

北部店
- 〒335-0026 埼玉県戸田市新曽南4-4-13

東部店
- 〒270-0173 千葉県流山市谷66-1 ロジポート流山 B棟5F

西部店
- 〒192-0032 東京都八王子市石川町2969-16 ランドポート八王子内3F

船橋店
- 〒273-0023 千葉県船橋市南海神1-1896-9

千葉中央店
- 〒170-1360 千葉県印西市泉野1-2 プロロジスパーク 千葉ニュータウン 4F A区画

横浜店
- 〒252-0012 神奈川県座間市広野台2-10-10 GLP座間 3F

札幌店
- 〒004-0055 北海道札幌市厚別区厚別中央五条1-7-1

仙台店
- 〒983-0013 宮城県仙台市宮城野区中野字柳原26-17 仙台ナカノ物流センター内

名古屋店
- 〒465-0045 愛知県名古屋市名東区姫若町40 佐川急便名東SRC 3F

大阪店
- 〒554-0024 大阪府大阪市此花区島屋4-4-51 佐川急便大阪SRC

千里店
- 〒567-0057 大阪府茨木市豊川5-555-1 佐川急便千里SRC 6F

京都店
- 〒610-0342 京都府京田辺市松井宮田1 プロロジスパーク京田辺 6F

広島店
- 〒734-0013 広島県広島市南区出島1-19-20 佐川急便広島SRC 3F

福岡店
- 〒811-2315 福岡県糟屋郡粕屋町甲仲原4-4-1 佐川グローバルロジスティクス 3F